# Palm Beach (Floride)
Pour les articles homonymes, voir Palm Beach.
Palm Beach (appelée aussi île de Palm Beach pour la différencier du comté du même nom) est une ville américaine incorporée (en) située dans le comté de Palm Beach en Floride, qui fait partie de l'aire métropolitaine de Miami.

## Géographie
Palm Beach est la ville la plus orientale de Floride. Elle est en effet localisée sur une île de près de 25 km à proximité de la côte floridienne. La superficie de la ville est de 27 km2 dont 16,9 km2 constituée de zones aquatiques.
Le chenal Intracoastal Waterway la sépare des cités continentales voisines de West Palm Beach et de Lake Worth. Lors du recensement démographique de 2000, la ville accueillait en permanence 10 468 habitants pour une population pouvant grimper à 30 000 habitants à certaines périodes de vacances. Palm Beach est par ailleurs connue pour être constituée de gratte-ciels en front de mer.

## Histoire
Palm Beach fut fondée en tant que complexe touristique par Henry Morrison Flagler, le fondateur de Standard Oil, qui rendit accessible au public les îles de la côte orientale de Floride grâce à son chemin de fer Florida East Coast Railway.
Au début, la zone était constituée des deux hôtels de luxe appartenant à Flagler. Il s'agissait du Royal Poinciana Hotel et du Breakers Hotel. La cité voisine de West Palm Beach fut construite de son côté en tant que ville de services et devint indépendamment une grande cité. De nombreuses habitations mises en vente par Flagler furent achetées par des gens aisés et en 1902 Flagler se fit construire Whitehall, un manoir dans le style architectural des Beaux-Arts. Il construisit également un musée, conçu par la société new-yorkaise Carrère and Hastings (en). Le musée devait permettre d'apporter plus de loisirs en période hivernale. La ville fut incorporée le 17 avril 1911.
Le boom immobilier des années 1920 transforma le visage de la ville. Les simples cottages de bois et les hôtels qui s'élevaient le long de la plage cédèrent la place à d'opulentes demeures. Baptisé le « Newport hivernal » (du nom de la richissime communauté balnéaire située dans l'État de Rhode Island), Palm Beach comptait une foule de restaurants, de boutiques, de clubs, d'hôtels et de maisons expressément conçus pour répondre aux goûts des plus riches familles de part et d'autre de l'Atlantique.

### Démographie
Selon le recensement démographique de 2000, 52,6 % de la population a plus de 65 ans et l'âge moyen est de 67 ans. 10,9 % de la population a moins de 25 ans, 11,5 % entre 25 et 44 ans et 25 % entre 45 et 64 ans. Pour 100 femmes, il y a environ 79 hommes. La population est blanche à 96 %.
Les 10 468 habitants sont répartis dans 5 789 ménages et 3 021 familles. La densité de population est de 1031 hab/km2 et la densité de logements est de 980 log/km2. 27,6 % des personnes de plus de 65 ans vivent isolés.
Le revenu moyen par ménage est de 94 562 dollars. En juin 2003, la ville fut par ailleurs choisie en tant que Meilleur endroit pour vivre des États-Unis selon le magazine Robb Report.
La langue maternelle de 87,81 % des habitants est l'anglais, 4,48 % parlent le français, 3,65 % l'espagnol et 2,16 % l'allemand.

### Climat
Palm Beach, tout comme le sud de la Floride possède un climat de type tropical avec des températures moyennes mensuelles ne passant jamais sous les 18 °C,.
De mai à octobre, le temps est chaud et humide avec des températures moyennes maximales supérieures à 30 et des températures moyennes minimales supérieures à 20 °C. La moitié des journées de cette période sont confrontées à des phénomènes orageux qui rafraîchissent quelque peu le climat de la journée.
De novembre à avril, le temps est doux et en général plus sec. Les températures moyennes varient entre 24 et 27 °C tandis que les minimales varient entre 14 et 19 °C. Il arrive parfois qu'un front froid fasse chuter durant quelques jours les températures entre 10 et 16 °C le jour et entre 4 et 10 °C la nuit. Les précipitations annuelles moyennes sont proches de 1 560 mm mais sont plus fortes entre mai et octobre. Chaque année, la ville connaît en moyenne 234 jours de soleil. Plus rarement, des ouragans peuvent toucher la ville en été. Ce fut le cas en 1928, 1947, 1949, 1964, 1965, 1979, 1992, 1999, 2004 et 2005.
| Mois                                       | Janv | Fév  | Mars | Avr  | Mai   | Juin  | Juil  | Août  | Sept  | Oct   | Nov   | Déc  | Année |
| ------------------------------------------ | ---- | ---- | ---- | ---- | ----- | ----- | ----- | ----- | ----- | ----- | ----- | ---- | ----- |
| Record des températures maximales (°C)     | 31,6 | 32,2 | 34,4 | 37,2 | 35,5  | 36,7  | 38,3  | 36,7  | 36,1  | 38,3  | 32,8  | 32,2 | 38,3  |
| Températures maximales moyennes (°C)       | 23,9 | 24,6 | 26,2 | 27,8 | 29,9  | 31,4  | 32,3  | 32,3  | 31,5  | 29,4  | 26,9  | 24,7 |       |
| Températures minimales moyennes (°C)       | 14.0 | 14.5 | 16.6 | 18.5 | 21.4  | 23.2  | 23.9  | 24.1  | 23.7  | 21.8  | 18.8  | 15.6 |       |
| Record de température minimale (°C)        | -2,7 | 0    | -1,1 | 6,1  | 10,5  | 16,1  | 18,9  | 18,3  | 18,9  | 7,8   | 2,2   | -2,2 | -2,7  |
| Moyennes mensuelles de précipitations (mm) | 95,3 | 64,7 | 93,5 | 90,6 | 136,9 | 192,5 | 151,6 | 168,9 | 205,7 | 138,7 | 140,9 | 79,7 | 1560  |

## Transports
La ville est desservie par l'aéroport Palm Beach International Airport et par les sociétés ferroviaires Amtrak et Tri-Rail au départ de West Palm Beach en direction de Miami. Les transports publics routiers étaient assurés par Palm Tran jusqu'au 10 mai 2008. La ville est reliée au continent américain par les ponts Royal Park Bridge et Flagler Memorial Bridge.
La voiture est le moyen de transport dominant sur l'île. Le vélo est également apprécié mais l'île est mal équipée en pistes cyclables. Un sentier pour piétons et cyclistes relie toutefois le sud au nord de l'île en longeant le Lake Worth Lagoon.

## Résidents célèbres — passé et présent
La ville est le lieu de résidence de nombreuses célébrités. En plus de son fondateur Henry Morrison Flagler, la ville a ainsi toujours accueilli des hommes d'affaires (tel Donald Trump à Mar-a-Lago), des sportifs, des personnalités politiques (la famille Kennedy) ou des familles issues de la noblesse. Dans les années 1960, la styliste Lilly Pulitzer y crée une marque de robes, associée au style preppy de la ville. En revanche, il y a peu de personnalités du monde artistique, mis à part l'écrivain Richard North Patterson ou le chanteur John Lennon.
Palm Beach compte, depuis le début du XXe siècle, l'une des plus fortes concentrations de milliardaires des États-Unis. Lors de l'élection présidentielle de 2016, l'île de Palm Beach vote à 55 % pour Donald Trump.

## Galerie

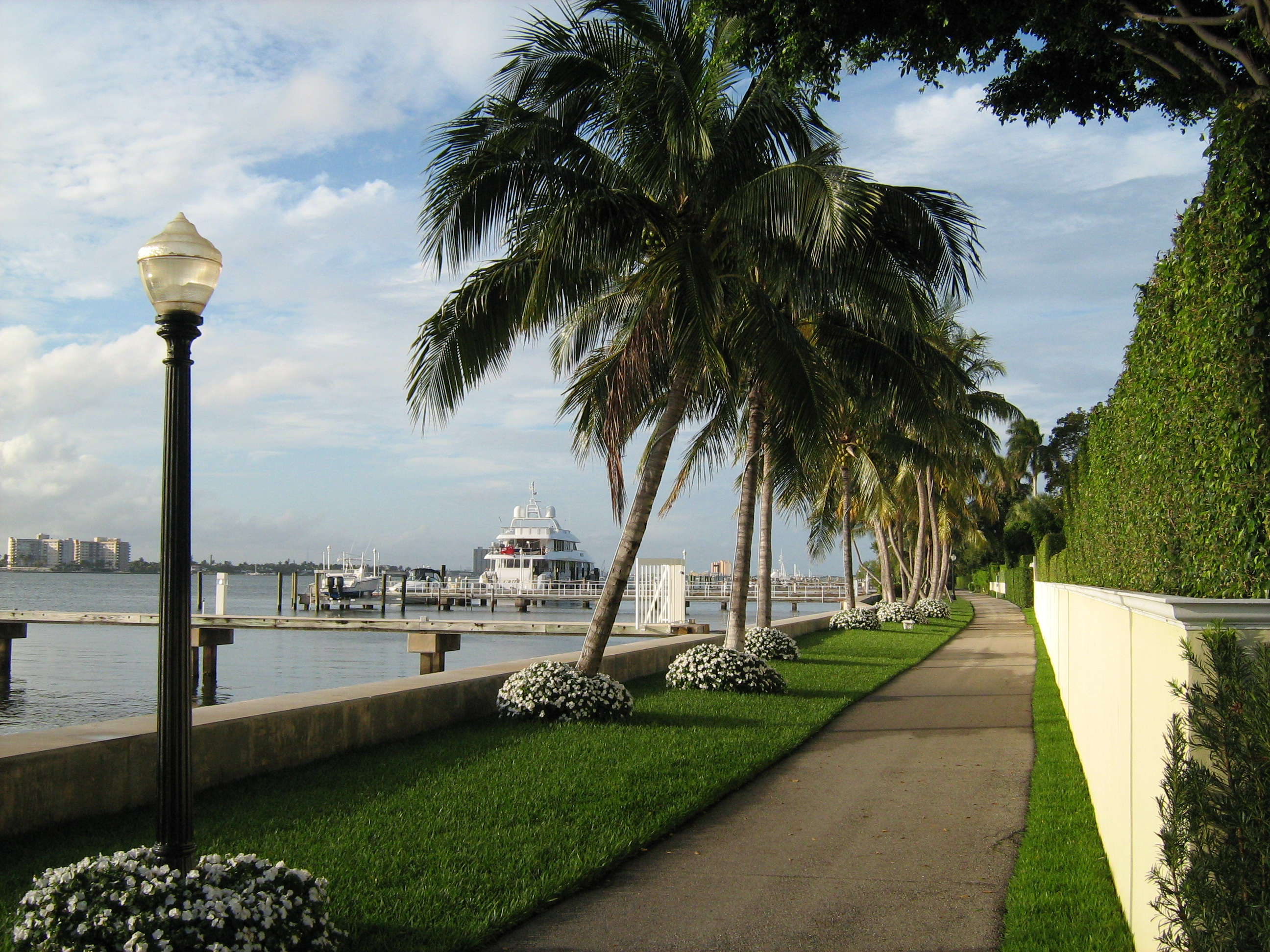
Sentier pédestre longeant Lake Worth Lagoon.
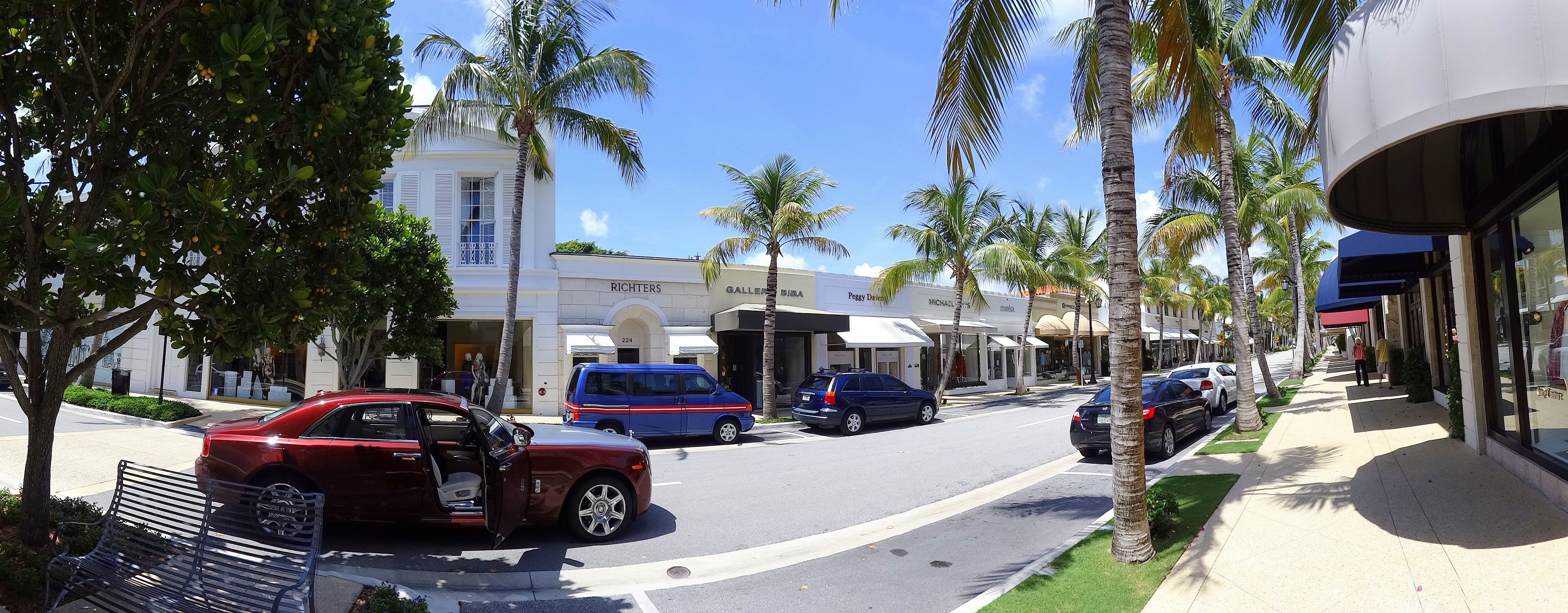
Worth AvenueTiffany & Co, Palm Beach.
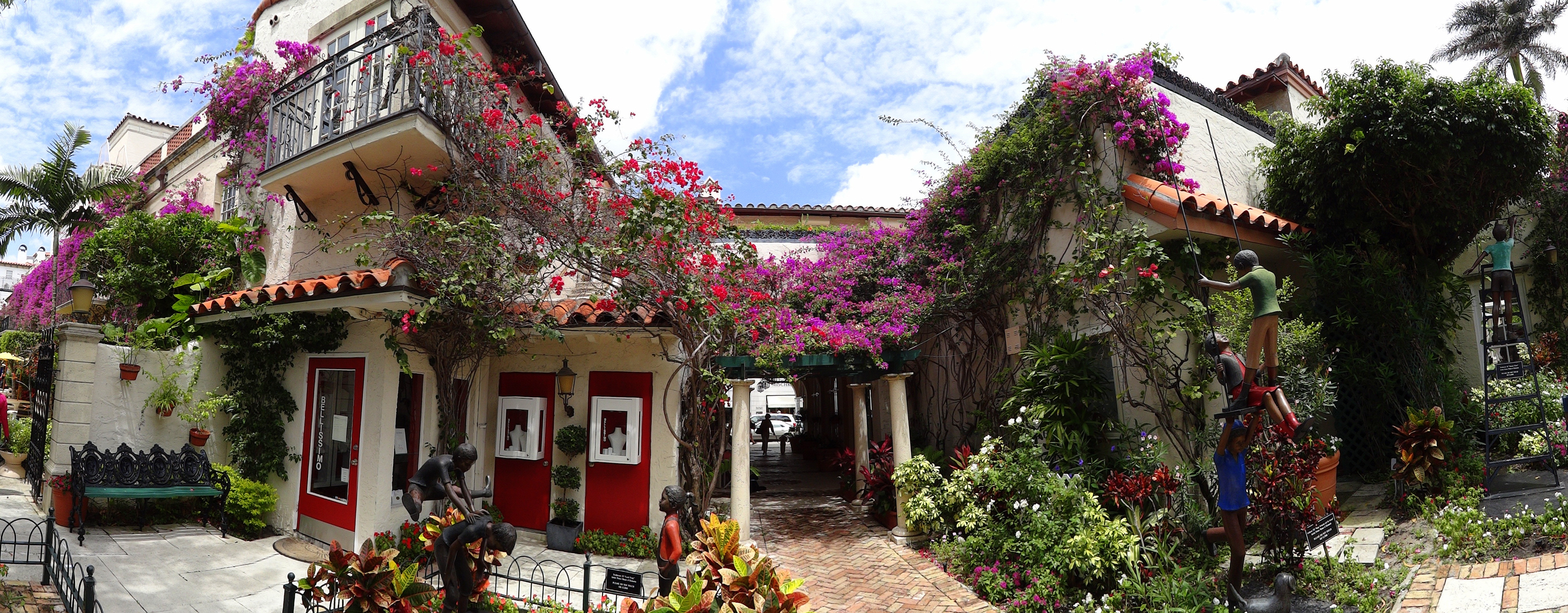
Maison de Palm Beach.
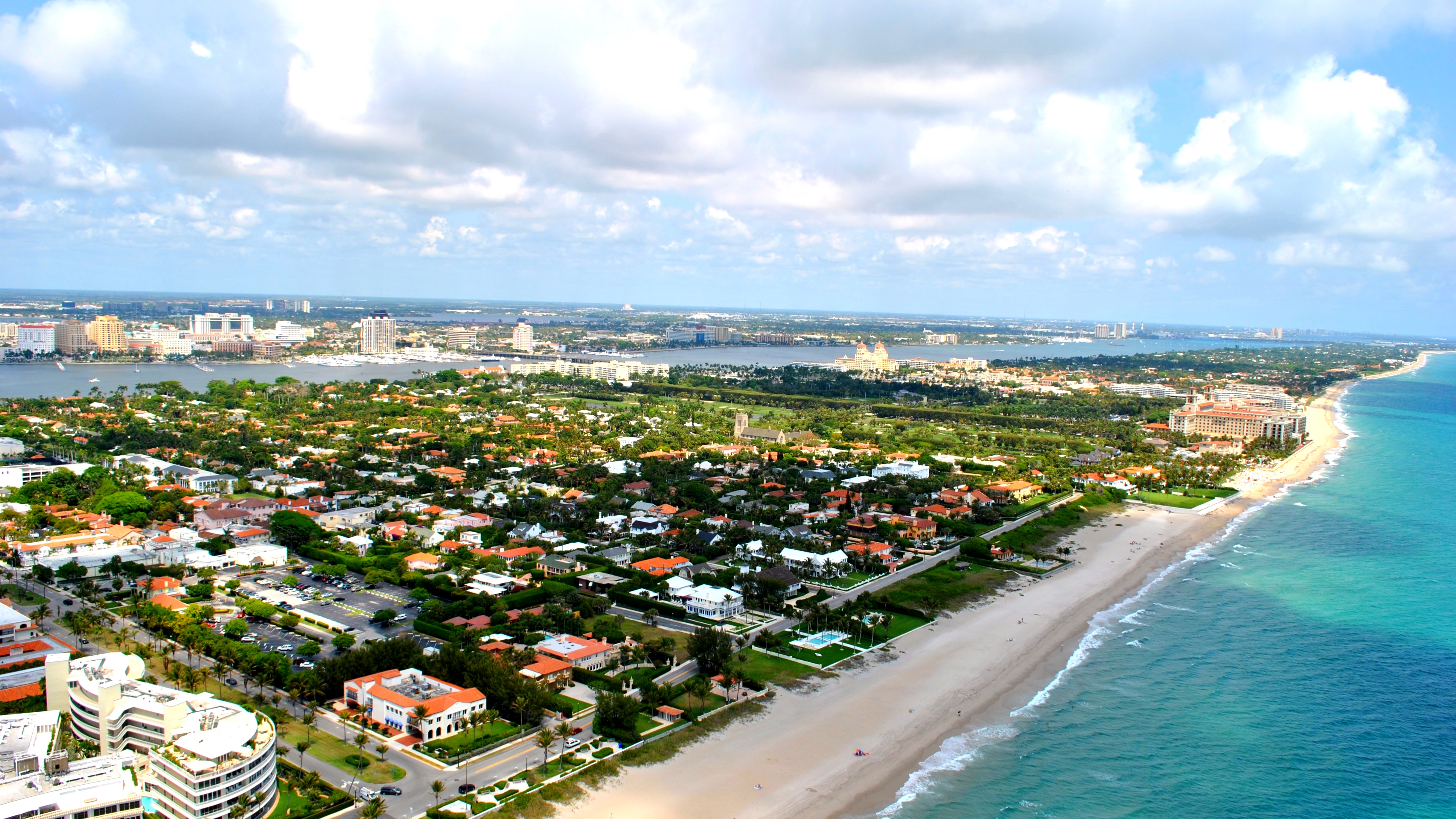
Vue aérienne de la ville en 2011.